# James Glancy
James Glancy (ur. 1982) – brytyjski wojskowy, przedsiębiorca i polityk, deputowany do Parlamentu Europejskiego IX kadencji.

## Życiorys
Studiował historię na Uniwersytecie Oksfordzkim. Przez dziesięć lat był zawodowym wojskowym. Służył w Royal Marines, a w ramach tej formacji w Special Boat Service. Brał udział m.in. w trzech misjach brytyjskiego kontyngentu w Afganistanie. W 2012 wyróżniony odznaczeniem wojskowym Conspicuous Gallantry Cross.
Po odejściu ze służby współtworzył i został dyrektorem zarządzającym AnotherDay, przedsiębiorstwa doradczego w zakresie ryzyka międzynarodowego. Zaangażował się w działalność społeczną na rzecz ochrony środowiska, m.in. jako dyrektor organizacji Veterans 4 Wildlife. Był prowadzącym program Shark Week w Discovery Channel. Został członkiem Królewskiego Towarzystwa Geograficznego.
W 2019 związał się z nowo powstałym ugrupowaniem Brexit Party. W wyborach w tym samym roku z listy tej partii uzyskał mandat eurodeputowanego IX kadencji.